# Ácido piridinodicarboxílico
Os compostos orgânicos ácido piridinodicarboxílico formam em Química uma família de compostos, pertencente ao compostos heterocíclicos (mais precisamente: heteroaromático). Consistem de um anel piridina, substituído com dois grupos carboxila (−COOH). Através de arranjo diferente resultando em seis isômeros constitucionais com a fórmula C7H5NO4.
Os ácidos piridinodicarboxílicos são sólidos, principalmente incolores, que se dissolvem pouco em água. Os pontos de fusão são bastante elevados, cerca de 230 °C, mas o ácido dinicotínico, com 320-325 °C, se desvia significativamente acima. O ácido quinolínico e o cincomerônico quando aquecido decompõe-se por descarboxilação.
Os ácidos piridinodicarboxílicos são geralmente obtidos das respectivas lutidinas por oxidação dos grupos metilo com ácido nítrico. Só o isômero de posições 2,4 toma o nome lutidina para o produto, sendo o ácido piridina-2,4-dicarboxílico chamado trivialmente ácido lutidínico. O ácido quinolínico é obtido por oxidação de quinolina com permanganato de potássio e recebe seu nome.
A partir do ácido picolínico (ácido piridino-2-carboxilico) deriva nomeadamente o ácido dipicolínico (ácido piridino-2,6-dicarboxílico) a partir do qual a piridina, em simetria axial, contribui para duas carboxila em posição orto.
A partir do ácido nicotínico (ácido piridino-3-carboxilico) deriva nomeadamente o ácido dinicotínico (ácido piridino-3,5-dicarboxílico) a partir do qual a piridina, em simetria axial, contribui para duas carboxilas em posição meta.
| Ácido piridinodicarboxílico |                                 |                                 |                                       |                                 |                                       |                                       |
| Nome                        | Ácido 2,3-piridinodicarboxílico | Ácido 2,4-piridinodicarboxílico | Ácido 2,5-piridinodicarboxílico       | Ácido 2,6-piridinodicarboxílico | Ácido 3,4-piridinodicarboxílico       | Ácido 3,5-piridinodicarboxílico       |
| Outros nomes                | Ácido quinolínico               | Ácido lutidínico                | Ácido isocincomerônico                | Ácido dipicolínico              | Ácido cincomerônico                   | Ácido dinicotínico                    |
| Fórmula estrutural          |                                 |                                 |                                       |                                 |                                       |                                       |
| Número CAS                  | 89-00-9                         | 499-80-9                        | 100-26-5                              | 499-83-2                        | 490-11-9                              | 499-81-0                              |
| PubChem                     | 1066                            | 10365                           | 7493                                  | 10367                           | 10273                                 | 10366                                 |
| Fórmula                     | C7H5NO4                         | C7H5NO4                         | C7H5NO4                               | C7H5NO4                         | C7H5NO4                               | C7H5NO4                               |
| Massa molar                 | 167,12 g·mol−1                  | 167,12 g·mol−1                  | 167,12 g·mol−1                        | 167,12 g·mol−1                  | 167,12 g·mol−1                        | 167,12 g·mol−1                        |
| Estado físico               | sólido                          | sólido                          | sólido                                | sólido                          | sólido                                | sólido                                |
| Apresentação                | sólido incolor                  | sólido incolor                  | sólido incolor                        | sólido incolor                  | sólido incolor                        | sólido incolor                        |
| Ponto de fusão              | 185–190 °C (Zers.)              | 242–243 °C                      | 236–237 °C                            | 224–225 °C                      | 266–270 °C (Zers.)                    | 320–325 °C                            |
| pKs1 (25 °C)                | 2,41                            | 2,17                            | 2,31                                  | 2,17                            | 2,6                                   | 2,82                                  |
| pKs2 (25 °C)                | 5,05                            | 5,09                            | 5,06                                  | 4,97                            | 5,07                                  |                                       |
| Solubilidade em água        | 10 g·l−1 (20 °C)                | 2,49 g·l−1 (25 °C)              | 1,2 g·l−1 (25 °C)                     | 5 g·l−1 (25 °C)                 | 2,34 g·l−1 (25 °C)                    | 1,0 g·l−1 (25 °C)                     |
| Identificação GHS           | Atenção                         | Atenção                         | Atenção                               | Atenção                         | Atenção                               | Atenção                               |
| Frases H e P                | 319 - 335                       | 319 - 335                       | 315 - 319 - 335                       | 315 - 319 - 335                 | 315 - 319 - 335                       | 315 - 319 - 335                       |
| Frases H e P                | sem frases EUH                  | sem frases EUH                  | sem frases EUH                        | sem frases EUH                  | sem frases EUH                        | sem frases EUH                        |
| Frases H e P                | 304 + 340 305 + 351 + 338       | 304 + 340 305 + 351 + 338       | 302 + 352 - 304 + 340 305 + 351 + 338 | 302 + 352 305 + 351 + 338       | 302 + 352 - 304 + 340 305 + 351 + 338 | 302 + 352 - 304 + 340 305 + 351 + 338 |
| Informações de perigo       | Substância irritante (Xi)       | Substância irritante (Xi)       | Substância irritante (Xi)             | Substância irritante (Xi)       | Substância irritante (Xi)             | Substância irritante (Xi)             |
| Frases R                    | 36 - 37                         | 36 - 37 - 38                    | 36 - 37 - 38                          | 36 - 37 - 38                    | 36 - 37 - 38                          | 36 - 37 - 38                          |
| Frases S                    | sem frases S                    | sem frases S                    | sem frases S                          | sem frases S                    | sem frases S                          | sem frases S                          |